# آتزلیو
آتزلیو (به ایتالیایی: Azeglio) یک کومونه در ایتالیا است که در استان تورین واقع شده‌است.

## خصوصیات
آتزلیو ۹٫۹ کیلومترمربع مساحت و ۱٬۳۵۹ نفر جمعیت دارد و ۲۶۰ متر بالاتر از سطح دریا واقع شده‌است.